# 晉悼夫人
晉悼夫人，春秋时期女性人物，晉悼公的夫人，杞桓公的女儿。
她是嫁给晋悼公，生下儿子晋平公。前550年（鲁襄公二十三年、晋平公八年）春，晉悼夫人的兄长杞孝公去世，晋悼夫人为他服丧。晋平公不撤除音乐，《左传》认为不合于礼。依礼，应为邻国的丧事撤除音乐。前544年（鲁襄公二十九年、晋平公十四年）晋平公派司马女叔侯至鲁国，敦促鲁国归还杞国土田，最终土田没有全部归还给杞国。晋悼公夫人很生气地说：“女齐办事不得力，先君如果有知，不会让他这样办事。”前543年（鲁襄公三十年、晋平公十五年）二月二十二日，晋悼公夫人请为杞国筑城的役卒吃饭。絳縣一老人没有儿子而自己服役，也去接受夫人的饭食。